# Stanisław Pomian-Srzednicki

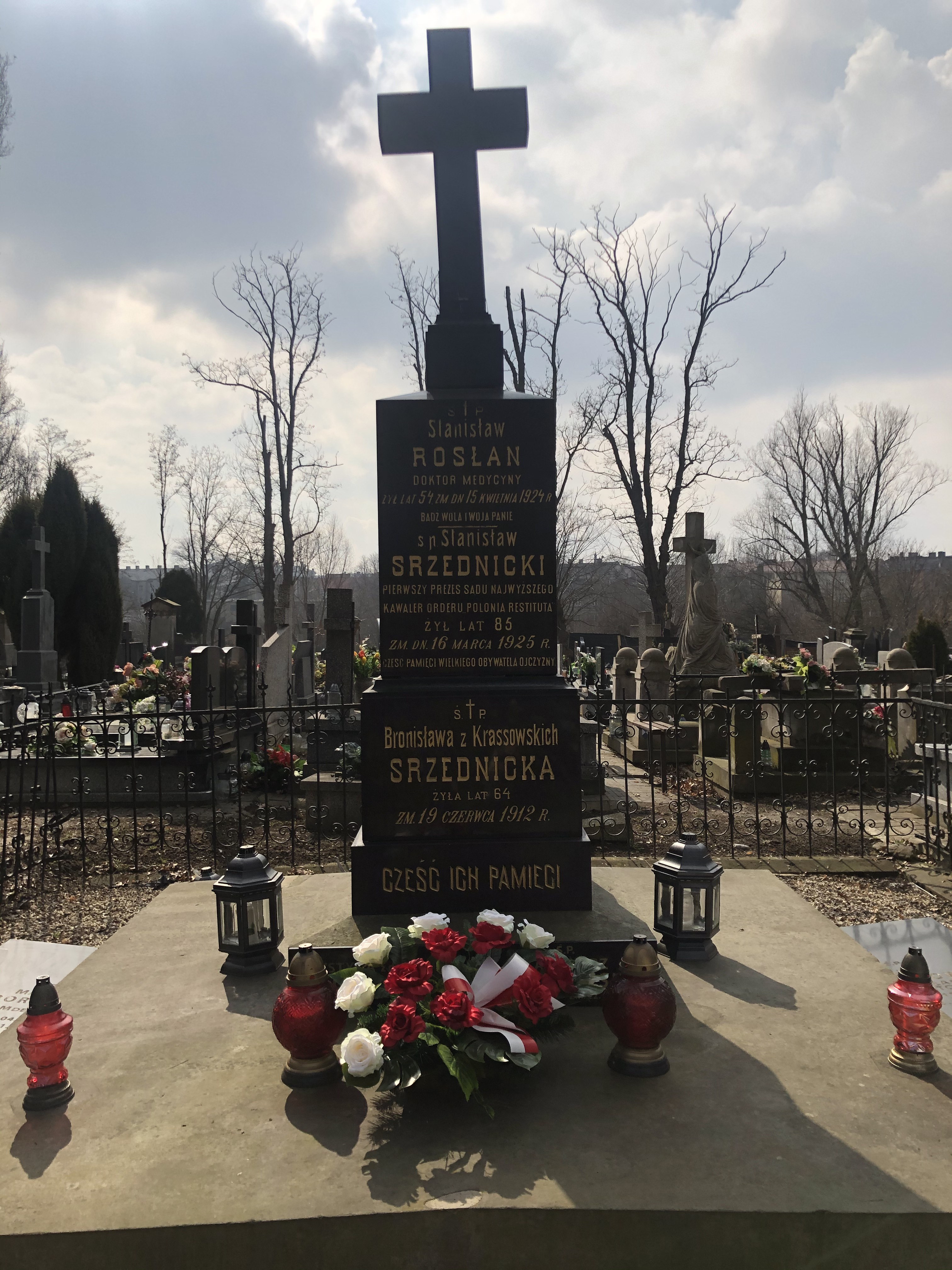
Nagrobek Stanisława Srzednickiego na Starym Cmentarzu Rzymskokatolickim w Piotrkowie Trybunalskim

Stanisław Tadeusz Zygmunt Srzednicki herbu Pomian (ur. 8 maja 1840 w Brańszczyku, zm. 16 marca 1925 w Piotrkowie Trybunalskim) – polski prawnik i najdłużej sprawujący urząd sędzia, jako pierwszy piastował urząd Pierwszego Prezesa Sądu Najwyższego (w latach 1917–1922). W Piotrkowie znany był również jako społecznik.

## Życiorys
Pochodził z rodziny ziemiańskiej. Jego rodzicami byli Wincenty i Petronella z Ostrzykowskich Srzedniccy. Jego pradziadkiem był Gabriel Antoni wicehrabia de Verny, który otrzymał indygenat szlachectwa polskiego na Sejmie Wielkim. Jego przodkiem jest św. Olivier Plunkett - Prymas Irlandii.Stanisław Pomian-Srzednicki miał dwójkę rodzeństwa: Władysława (ur. 1835 r.) i Natalię (ur. 1838 r., zm. 9 listopada 1913 r.). Matka Srzednickiego zmarła w 1843 r., najpewniej w wyniku powikłań po porodzie, a ojciec 14 maja 1846 r. na tyfus. Osierocone dzieci Srzednickich dostały się pod opiekę krewnych. Główny ciężar utrzymania chłopców wziął na siebie ks. Bonifacy Ostrzykowski, proboszcz w Brańszczyku, a dziewczynkę przygarnęła ciotka zmarłego Wincentego Ostrzykowskiego, Więckowska. Pleban postanowił zapewnić dzieciom podstawowe wykształcenie. Po odebraniu elementarnej nauki pod okiem Emiliana Kawki i Andrzeja Tiepela w Brańszczyku, Stanisław wraz ze starszym bratem trafili w 1849 r. do szkoły powiatowej w Pułtusku. Stanisław Pomian-Srzednicki ukończył tę szkołę z wzorowymi wynikami, co skłoniło ks. Ostrzykowskiego, by wysłać go na dalszą edukację. Tym sposobem Stanisław trafił pod opiekę wuja Benedykta Ostrzykowskiego i w latach 1853-1856 uczęszczał do Instytutu Szlacheckiego w Warszawie, który ukończył z wyróżnieniem.
Następnie, do 1860 r., studiował prawo na Uniwersytecie Moskiewskim, po czym złożył egzamin z prawa polskiego na uniwersytecie w Petersburgu i uzyskał stopień kandydata nauk. W latach 1860–1862 aplikował najpierw w Sądzie Pokoju i Sądzie Policji Poprawczej w Pułtusku, a potem w warszawskim Sądzie Kryminalnym. Po ukończeniu aplikacji w październiku 1862 r. został nominowany pisarzem Sądu Pokoju w Krasnymstawie, gdzie zastało go powstanie styczniowe. Srzednicki był wówczas świadkiem bitew pod Częstoborowicami i Fajsławicami. 12 lipca 1866 r. został mianowany na stanowisko podsędka w krasnostawskim sądzie. Od 13 maja 1871 r. pracował w Sądzie Kryminalnym w Lublinie, początkowo jako asesor, a następnie jako podprokurator (od stycznia do kwietnia 1874 r.). Po nominacji na stanowisko pisarza Sądu Kryminalnego w Warszawie, w maju 1874 przeniósł się z Lublina do stolicy Kongresówki. Od 1875 pracował jako urzędnik w Wydziale Cywilnym Komisji Rządowej Sprawiedliwości na stanowisku referenta, a następnie, od początku 1876 r., jako sędzia do szczególnych zleceń.
Od 13 lipca 1876 r., w związku reformą wymiaru sprawiedliwości w dawnej Kongresówce, orzekał w rosyjskim sądownictwie na terenie Królestwa Polskiego, początkowo jako sędzia Sądu Okręgowego w Piotrkowie, a następnie, od 1 stycznia 1881 r. do 1914 r. jako wiceprezes sądu. Awans ten Srzednicki zawdzięczał głównie życzliwości swojego dotychczasowego zwierzchnika, Wosińskiego, którego wyręczał z obowiązków, gdy ten był nieobecny w Piotrkowie. W czasie zastępowania wiceprezesa Wosińskiego, Srzednicki wykazał się dużą sprawnością i wysokimi kompetencjami, co w połączeniu z sympatią przełożonego i niewątpliwym szczęściem zakończyło się nominacją na towarzysza prezesa. Stanisław Srzednicki był jednym z niewielu Polaków, którzy zajmowali tak wysokie stanowiska w sądownictwie rosyjskim na terytorium byłego Królestwa Polskiego i jedynym wiceprezesem sądu, który piastował swój urząd do I wojny światowej.
Gdy wybuchła wojna władze rosyjskie zadecydowały o planowej ewakuacji urzędników, w tym sądu. Wiceprezes Stanisław Srzednicki i sędzia Antoni Żydok byli jedynymi sądownikami, którzy postanowili pozostać w Piotrkowie. Pozostająca w mieście kadra zabezpieczyła akta i budynki sądowe, po czym zaprzestała prac. Podczas wojny Srzednicki wycofał się z życia publicznego. Do ożywienia sytuacji w sądownictwie doszło dopiero po ogłoszeniu aktu dwóch cesarzy. Na początku 1917 r.  rozpoczął pracę nowo utworzony Departament Sprawiedliwości Tymczasowej Rady Stanu, który wiosną tego samego roku rozesłał do wszystkich polskich sądowników ankietę pytającą m.in. o chęć wstąpienia do powstających polskich struktur wymiaru sprawiedliwości. Na blisko 1500 osób, do których skierowano ankietę odpowiedziało blisko 2/3, a ok. 800 prawników wyraziło chęć udziału w przedsięwzięciu. Pośród tych osób znaleźli się sądownicy o różnym poziomie kwalifikacji i stażu pracy. W gronie tym znalazł się również Srzednicki, który jako najstarszy i zarazem najbardziej doświadczony sędzia wziął na siebie obowiązek organizacji struktur przyszłego polskiego sądownictwa. S. Srzednicki wraz z A. Żydokiem i Jakubem Grassem z Warszawy, zasiedli w Radzie Departamentu Sprawiedliwości. Srzednicki jako wybitny cywilista podjął się pracy najpierw w komisji prawa cywilnego, a później również hipotecznej. Jego zasługi doceniono 25 sierpnia 1917 r., kiedy to Tymczasowa Rada Stanu mianowała go na stanowisko Pierwszego Prezesa Sądu Najwyższego odrodzonego polskiego sądownictwa. Faktycznie funkcję zaczął sprawować 1 września 1917. Od samego początku zaangażowany w organizację i administrowanie Sądem Najwyższym, przewodniczył i orzekał także w pierwszej Izbie Cywilnej tegoż sądu. Od 3 września 1917 piastował stanowisko członka Rady Departamentu Sprawiedliwości Komisji Przejściowej Tymczasowej Rady Stanu, uczestniczył także w pracach Komisji Prawa Cywilnego. Od czerwca 1918 r. zasiadał w Radzie Stanu.
Ustąpił ze stanowiska Pierwszego Prezesa Sądu Najwyższego 28 lutego 1922 r. i na własną prośbę został przeniesiony w stan spoczynku, po czym osiadł w Piotrkowie Trybunalskim. Przed śmiercią działał w piotrkowskich organizacjach społecznych. Był między innymi honorowym prezesem Rady Towarzystwa Dobroczynności dla Chrześcijan w Piotrkowie Trybunalskim, honorowym prezesem zarządu Piotrkowskiego Stowarzyszenia Prawników, honorowym członkiem Towarzystwa Robotników Chrześcijańskich oraz Stowarzyszenia Samopomocy Rzemieślników i Handlujących.
14 lipca 1869 r. w krakowskim kościele pp. bernardynek Stanisław Pomian-Srzednicki wziął ślub z Bronisławą Krassowską (zm. 19 czerwca 1912 r.). Srzedniccy mieli dwójkę dzieci: Marię (ur. 1 lipca 1870 r., zm. 23 lutego 1899 r.) i Janinę (ur. 10 kwietnia 1874 r.).
Stanisław Pomian-Srzednicki pozostawił po sobie rękopiśmienny pamiętnik, który został wydany nakładem Fundacji im. Stanisława Pomian-Srzednickiego z siedzibą w Łodzi.
6 października 2019 r. w Brańszczyku został odsłonięty pomnik Stanisława Pomian-Srzednickiego.
14 grudnia 2020 r. przy wejściu do budynku Sądu Najwyższego odsłonięto jego popiersie.

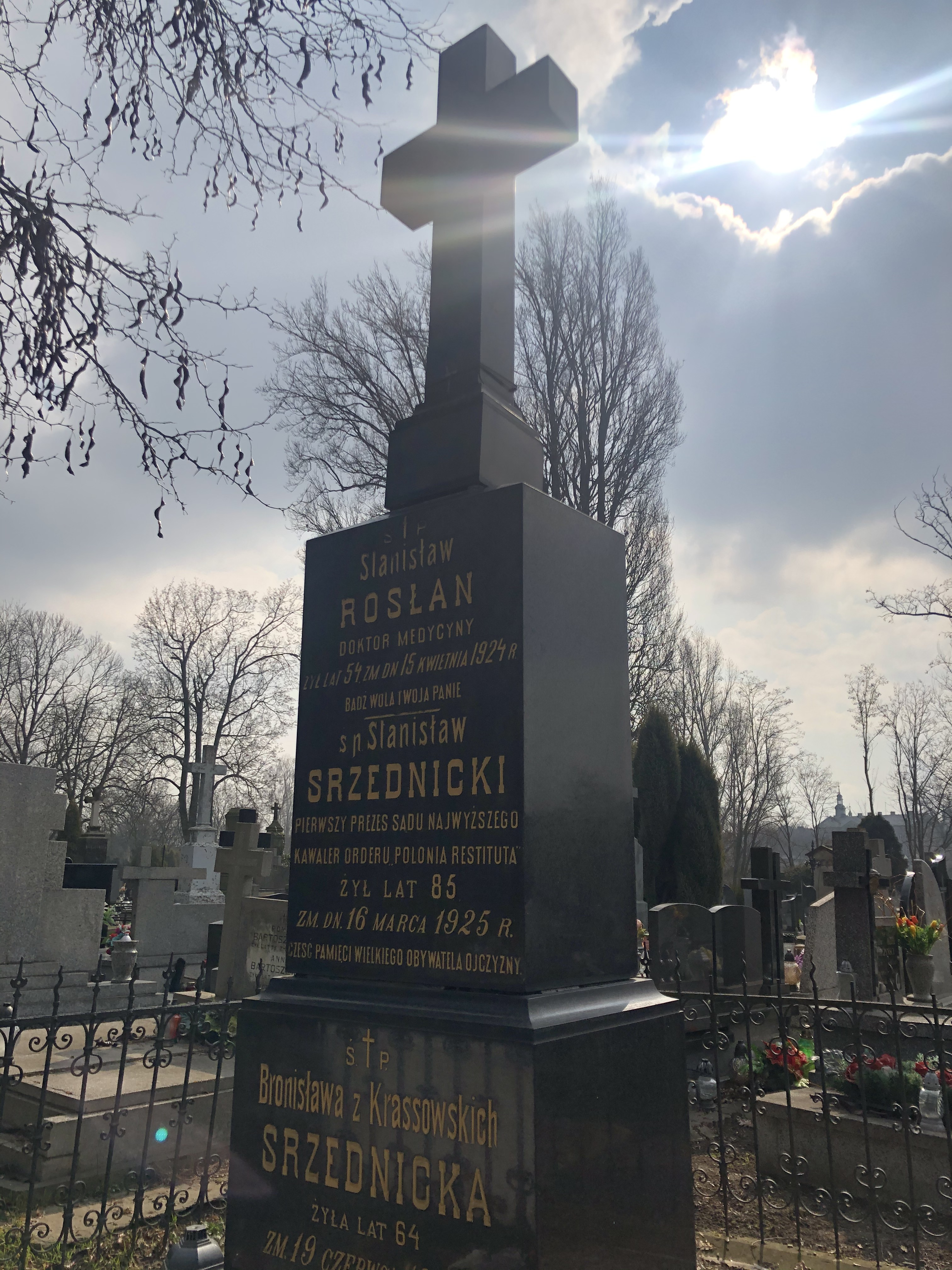
Nagrobek Stanisława Pomian-Srzednickiego w Piotrkowie Trybunalskim

## Odznaczenia
- Order Świętego Stanisława I klasy (1 stycznia 1901 r.),
- Order Świętego Stanisława II klasy (1 stycznia 1879 r.),
- Order Świętej Anny II klasy (1 stycznia 1883 r.),
- Order Świętego Włodzimierza IV klasy (1 stycznia 1893 r.),
- Srebrny Medal na pamiątkę panowania cesarza Aleksandra III 1881–1894 (26 lutego 1896 r.),
- Order Świętego Włodzimierza III klasy (14 maja 1896 r.),
- Ciemnobrązowy Medal za Pierwszy Spis Powszechny 1897 roku (30 września 1897 r.),
- Order Świętej  Anny I klasy (22 lipca 1910 r.),
- Medal pamiątkowy 300-lecia Domu Romanowych (21 lutego 1913 r.),
- znaki nienagannej służby za lat czterdzieści (22 sierpnia 1901 r.) i pięćdziesiąt (10 listopada 1914 r.)[11]
- Krzyż Komandorski z Gwiazdą Orderu Odrodzenia Polski (2 maja 1922)[12]